# Sailerana multiplicator
Sailerana multiplicator är en insektsart som först beskrevs av Melichar 1932.  Sailerana multiplicator ingår i släktet Sailerana och familjen dvärgstritar. Inga underarter finns listade i Catalogue of Life.